# Marcello Mastroianni
Marcello Vincenzo Domenico Mastroianni (28. září 1924 Fontana Liri, Itálie – 19. prosince 1996 Paříž, Francie) byl italský herec, jedna z největších hvězd evropského filmu 2. poloviny 20. století.

## Život
Narodil se 28. září 1924 ve Fontana Liri (horská vesnice v provincii Frosinone, v kraji Latium, na půl cesty mezi Římem a Neapolí) v Itálii. V roce 1928 se s rodiči přestěhoval do Turína a tam se narodil jeho mladší bratr Ruggero. O pět let později se usadili v Římě, kde si otec otevřel dílnu na výrobu nábytku. Marcello si v patnácti letech začal přivydělávat v komparzu ve filmových ateliérech a při tom studoval na stavební průmyslovce. Pokračoval ve studiu na fakultě ekonomických a obchodních věd, což mu umožnilo stát se členem Univerzitního divadelního klubu.
Spolu se svojí rodinou podporoval protifašistické snahy. Cítil se být natolik v ohrožení, že se raději stáhnul do ústraní a až do konce druhé světové války se ukrýval.
Po válce ze školy odešel kvůli špatné finanční situaci rodiny a krátce pracoval jako účetní u britské distribuční společnosti. Byl však pevně odhodlán stát se hercem.

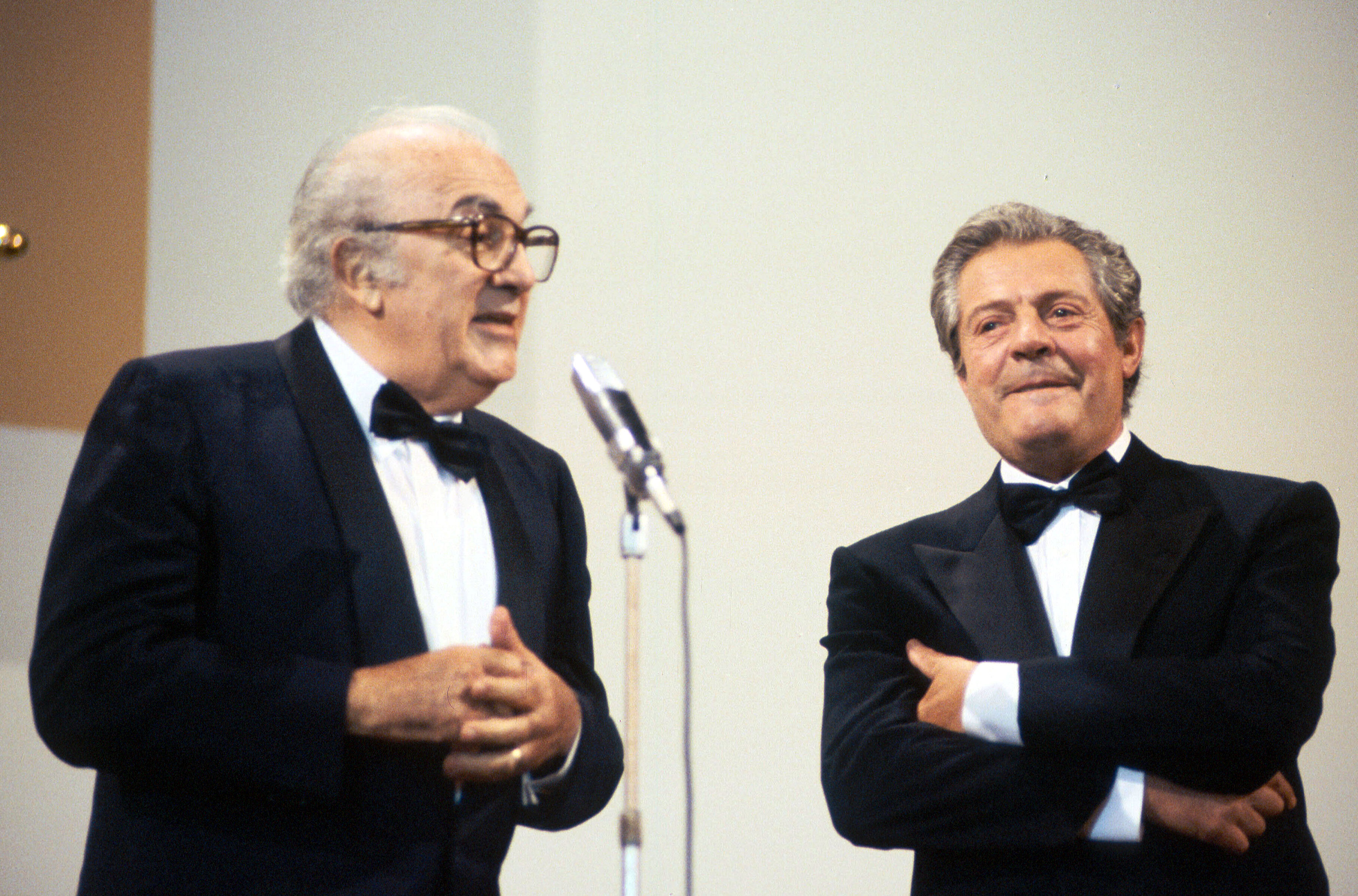
Federico Fellini a Marcello Mastroianni (1990)

Od roku 1945 se zapsal na divadelní akademii (Centro Universitario Teatrale). V Univerzitním divadelním klubu vystupoval v jednom z představení s Giuliettou Massinovou, manželkou režiséra Federica Felliniho, který na její doporučení zprostředkoval Mastroiannimu přijetí do profesionálního hereckého souboru. Jeho umělecký ředitel Luchino Visconti ho v roce 1948 obsadil do Shakespearovy komedie Jak se vám líbí. V divadle působil Mastroianni až do roku 1956 a vytvořil řadu rolí ve hrách klasického i moderního repertoáru. Setkání s Fellinim mělo zásadní určující vliv na jeho pozdější kariéru. Stali se z nich opravdoví přátelé, kteří si rozuměli nejen v umělecké tvorbě, ale vídali se i soukromě. Natočili spolu 5 filmů.   
Současně se Mastroianni stále více prosazoval ve filmu. Po první větší roli v Bídnících (I miserabili,1948) podle románu Victora Huga následovaly filmy, v nichž ztělesnil typ sympatického, slušného mladého muže, který prožije milostnou zápletku s dobrým koncem. Důležitý význam pro jeho další filmovou kariéru měl film Natálie (Le notti bianche) z roku 1957, natočený podle novely F.M.Dostojevského Bílé noci. Režisér Luchino Visconti dal Mastroiannimu příležitost ukázat, že je schopen zahrát složitější, komplikovanější postavy i v náročnějších filmech, než byly dosavadní komedie a sentimentální historky. Potvrdil to hlavní rolí ve filmu režiséra Felliniho Sladký život (La dolce vita,1960), která mu přinesla světovou slávu. Následovaly další snímky, v nichž Mastroianni předvedl svou schopnost ztvárnit různé charaktery a typy postav. Jednu ze svých nejlepších charakterových studií vytvořil ve filmu Vrah (L'assassino,1961) a v dalším Felliniho filmu Osm a půl (8 a 1/2, 1963). Řadu filmových cen pro nejlepšího herce včetně první oscarové nominace mu přinesla černá komedie Rozvod po italsku (Divorzio all'italiana, 1961). Velký divácký úspěch zaznamenaly filmy režiséra Vittoria de Sicy Včera, dnes a zítra (1963) a Manželství po italsku (1964), v nichž hrál po boku Sophie Lorenové. Vytvořili spolu typický italský pár a Lorenová se stala jeho nejčastější filmovou partnerkou. V této době byl Mastroianni na vrcholu popularity a točil jeden film za druhým. Vedle komedií a komerčních filmů přijímal, zvláště v pozdějších letech, role i v umělecky náročnějších projektech, např. Cizinec (Lo straniero,1963), Velká žranice (La grande abbuffata, 1973), Zvláštní den (Una giornata particolare, 1977) nebo Město žen (La Citta delle donne, 1980). Jeho herecké kreace působily ve prospěch celkové kvality filmu a zůstávaly dlouho v povědomí diváků. Spolupracoval s dalšími italskými režiséry jako byli Michelangelo Antonioni, Luchino Visconti, Ettore Scola, Elio Petri nebo Marco Ferreri. V pozdějších letech se začal objevovat i v zahraničních filmech. Ruský režisér Nikita Michalkov ho obsadil do hlavní role ve filmu Oči černé (Очи чёрные, 1987), který byl volnou adaptací Čechovovy povídky Dáma s psíčkem. Mastroianni byl za svůj výkon nominován na Oscara a na festivalu v Cannes získal cenu pro nejlepšího herce. Za svůj život Mastroianni natočil asi 150 filmů. Jeho filmovými partnerkami byly kromě Sophie Lorenové hvězdy jako Brigitte Bardotová, Faye Dunawayová, Catherine Deneuve, Monica Vittiová, Jeanne Moreau a mnoho jiných. Mezi nejúspěšnější filmy z posledních let patří Ginger a Fred (1986), v kterém se znovu setkal s Giuliettou Massinovou, nebo hvězdně obsazený americký snímek Prêt-à-Porter (1994), kde hrála kromě Sophie Lorenové, Julie Robertsové a dalších i jeho dcera Chiara. Naposledy spolu hráli ve francouzské komedii Tři životy a jedna smrt (Trois vies et une seule mort) z roku 1996.

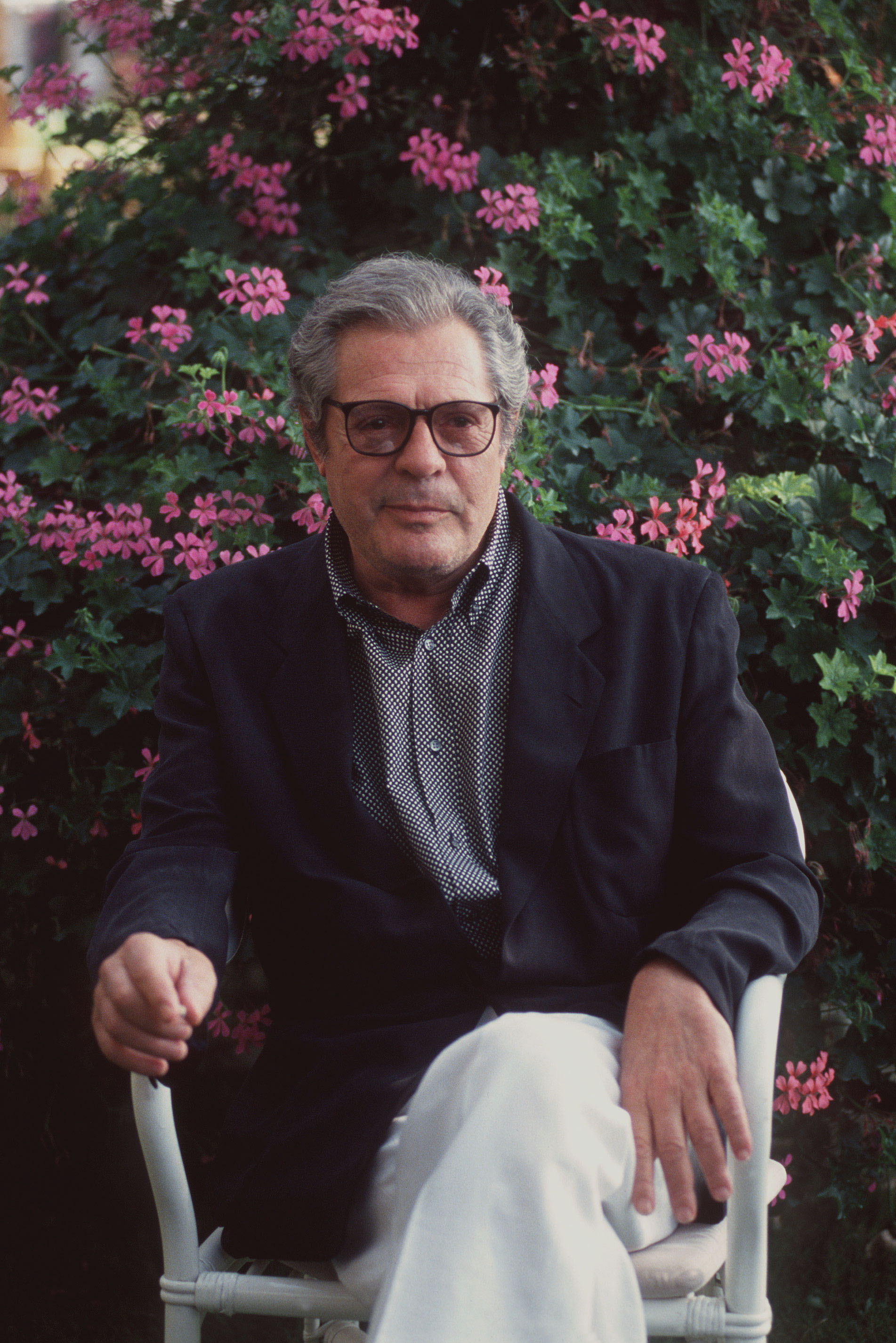
Marcello Mastroianni v roce 1993

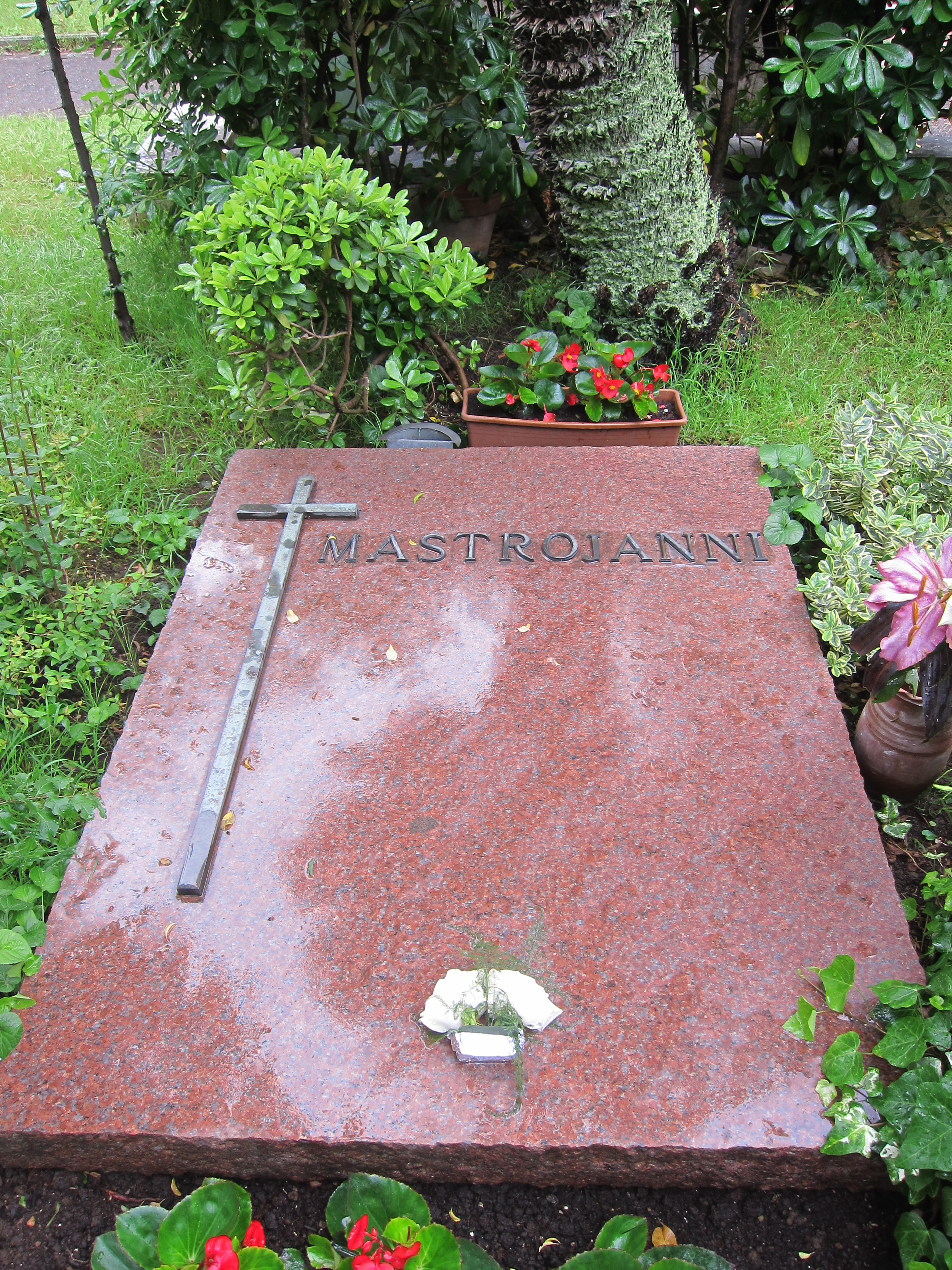
Mastroianniho hrob v Campo Verano v Římě

Od konce šedesátých let se Mastroianni objevoval také v televizních pořadech, seriálech a natočil 8 televizních filmů. V roce 1978 debutoval v televizním dramatu Špinavé ruce (Le mani sporche), který natočil Elio Petri na motivy díla Jean–Paul Sartra. Občas se vracel i na divadelní prkna. V roce 1966 hrál Rudolpha Valentina v hudební komedii Ciao Rudy, ale z projektu odstoupil po třech měsících. V roce 1988 účinkoval v Čechovově hře Platonov, kterou režisér Nikita Michalkov uvedl pod názvem Mechanické piano. Mastroianniho herecký výkon přijali s nadšením diváci v Římě i Paříži. Už jako nemocný přijal závazek na turné po italských divadlech s komedií Poslední měsíce (Le ultime lune). Trpěl rakovinou slinivky a kvůli zhoršení zdravotního stavu musel veřejné vystupování ukončit. Poslední představení se konalo v Neapoli. Vrátil se do Paříže, kde 19. prosince 1996 zemřel v kruhu svých blízkých. Je pohřben na hřbitově Campo Verano v Římě. 
V roce 1984 navštívil Pardubice, kde se zúčastnil slavnostního otevření kinokavárny „Karolína" a zahájení festivalu italského filmu.

### Osobní život
Roku 1950 se Mastroianni oženil s kolegyní z divadla Florou Carabellovou a v roce 1951 se jim narodila dcera Barbara, pozdější kostýmní výtvarnice. Rozešli se v roce 1970. Jeho názor na manželství vycházel z tradiční katolické výchovy a přestože měl několik milostných vztahů s jinými ženami, nikdy se nerozvedl. Jeho velkou láskou byla americká herečka Faye Dunawayová, s níž se seznámil v roce 1968 při natáčení filmu Místo pro lásku (Amanti). Protože se nechtěl rozvést, Dunawayová vztah ukončila. V letech 1971–1975 žil v Paříži s francouzskou herečkou Catherine Deneuve, dokonce spolu měli dceru Chiaru. V roce 1976 navázal vztah s režisérkou Annou Marií Tatò, který trval až do konce jeho života. Tatò natočila čtyřhodinový dokumentární film Marcello Mastroianni: Nenápadné kouzlo normálnosti (Marcello Mastroianni: mi ricordo, sì, io mi ricordo), který byl v roce 1997 uveden na filmovém festivalu v Cannes, přestože jeho manželka, dcera Chiara a Catherine Deneuve se tomu snažily zabránit.

## Ocenění
Mastroianni byl třikrát nominován na Oscara v kategorii nejlepší herec: za Rozvod po italsku (Divorzio all'italiana,1963), za Zvláštní den (Una Giorno Particula,1978) a za Oči černé (Очи чёрные,1988). Získal 2 Zlaté glóby (1963, 1965), 2 ceny BAFTA (1964, 1965), 8 cen David di Donatello, 8 stříbrných stužek, 5 nominací na cenu Zlatý glóbus a Zlatý Ciak (Ciak d'oro). Dvakrát získal cenu pro nejlepšího herce Prix d'interprétation na filmovém festivalu v Cannes: v roce 1970 za Drama žárlivosti (Dramma della gelosia - tutti i particolari in cronacaa) a v roce 1987 za Oči černé (Очи чёрные). Dvakrát vyhrál Volpi Cup pro nejlepšího herce na Mezinárodním filmovém festivalu v Benátkách za Kolik je hodin? (Che ora è,1989) a Cukr, káva, limonáda (Un, deux, trois, soleil, 1993). V roce 1990 mu byl udělen Zlatý lev za celoživotní dílo. V roce 1988 získal Evropskou filmovou cenu (Felix) za celoživotní přínos kinematografii.
V roce 1994 mu byl udělen rytířský velkokříž Řádu za zásluhy Italské republiky.

## Filmografie

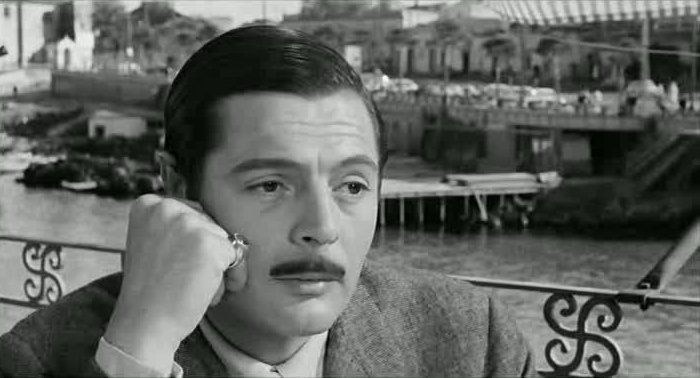
Rozvod po italsku (1961)

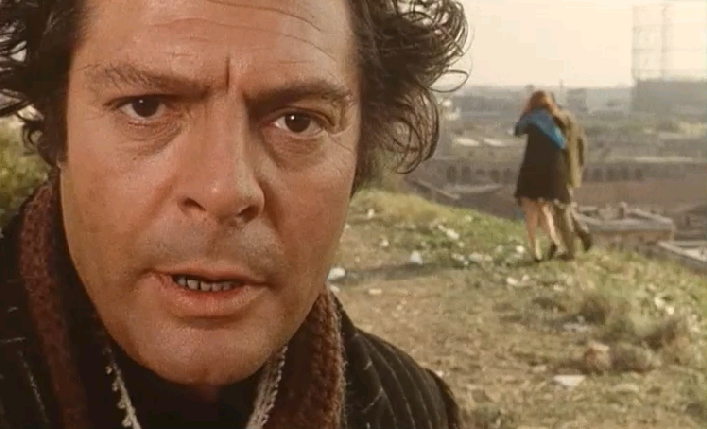
Drama žárlivosti (1970)

### Od roku 1949 do roku 1959
- I miserabili, režie Riccardo Freda (1948)
- Srpnová neděle (Domenica d'agosto), režie Luciano Emmer (1949)
- Mušketýři moře (Cuori sul mare), režie Giorgio Bianchi (1949)
- V kulisách (Vita da cani), režie Steno, Mario Monicelli (1950)
- Proti zákonu (Contro la legge), režie Flavio Calzavara (1950)
- Obžaloba (Atto d'accusa), režie Giacomo Gentilomo (1950)
- Paříž je vždy Paříž (Parigi è sempre Parigi), režie Luciano Emmer (1951)
- Cinque mamme ed una culla - Passaporto per l'oriente, režie Montgomery Tully, Romolo Marcellini (1951)
- Smyslnost (Sensualità), režie Clemente Fracassi (1951)
- Hříšný anděl (L'eterna catena), režie Anton Giulio Majano (1951)
- Viale della speranza, režie Dino Risi (1952)
- Penne nere, režie Oreste Biancoli (1952), s Guido Celano
- Le ragazze di Piazza di Spagna, režie Luciano Emmer (1952)
- Non è mai troppo tardi, režie Filippo Walter Ratti (1953)
- Gli eroi della domenica, režie Mario Camerini (1953)
- Lulù, režie Fernando Cerchio (1953)
- Febbre di vivere, režie Claudio Gora (1953)
- Giorni d'amore, režie Giuseppe De Santis (1954)
- La principessa delle Canarie, režie Paolo Moffa (1954)
- Cronache di poveri amanti, režie Carlo Lizzani (1954)
- Schiava del peccato, režie Raffaello Matarazzo (1954)
- Tempi nostri - Zibaldone N.2, režie Alessandro Blasetti [episodio: Il pupo] (1954)
- Tam tam Mayumbe, režie Gian Gaspare Napolitano (1955)
- Il bigamo, režie Luciano Emmer (1955)
- La bella mugnaia, režie Mario Camerini (1955)
- Peccato che sia una canaglia, režie Alessandro Blasetti (1955), se Sophia Loren
- La fortuna di essere donna, režie Alessandro Blasetti (1956)
- Il momento più bello, režie Glauco Pellegrini (1956)
- Il medico e lo stregone, režie Mario Monicelli (1957)
- Le notti bianche, režie Luchino Visconti (1957)
- Padri e figli, režie Mario Monicelli (1957)
- La ragazza della salina, režie František Čáp (1957)
- Un ettaro di cielo, režie Aglauco Casadio (1957)
- Amore e guai, režie Angelo Dorigo(1958)
- Tutti innamorati, režie Giuseppe Orlandini (1958)
- Racconti d'estate, režie Gianni Franciolini (1958)
- Zmýlená neplatí, I soliti ignoti, režie Mario Monicelli (1958)
- Ferdinando I, re di Napoli, režie Gianni Franciolini (1959)
- Il nemico di mia moglie - Il marito bello, režie Gianni Puccini (1959)

### Od roku 1960 do roku 1969
- Adua a její družky (Adua e le compagne), režie Antonio Pietrangeli (1960)
- Sladký život (La dolce vita), režie Federico Fellini (1960)
- Il bell'Antonio, režie Mauro Bolognini (1960), s Guidem Celanem
- L'assassino, režie Elio Petri (1960)
- La notte, režie Michelangelo Antonioni (1960)
- Soukromý život (Vita privata), režie Louis Malle (1961)
- Fantasmi a Roma, režie Antonio Pietrangeli (1961)
- Rozvod po italsku (Divorzio all'italiana), režie Pietro Germi (1961)
- 8½ , režie Federico Fellini (1962)
- Cronaca familiare, režie Valerio Zurlini (1962)
- I compagni, režie Mario Monicelli (1963)
- Včera, dnes a zítra (Ieri, oggi, domani), režie Vittorio De Sica (1963)
- Manželství po italsku (Matrimonio all'italiana), režie Vittorio De Sica (1964)
- Dnes, zítra a pozítří (Oggi, domani e dopodomani), režie Luciano Salce, Marco Ferreri, Eduardo De Filippo [část L'uomo dei cinque palloni] (1965)
- Io, io, io... e gli altri, režie Alessandro Blasetti (1965)
- La decima vittima, režie Elio Petri (1965), podle stejnojmenného románu Roberta Sheckleye
- Break-up, režie Marco Ferreri, celková reedice snímu Oggi, domani e dopodomani (1965)
- Spara forte, più forte... non capisco!, režie Eduardo De Filippo (1966)
- Cizinec (Lo straniero), režie Luchino Visconti (1967)
- Amanti, režie Vittorio De Sica (1968)
- Diamanti a colazione, režie Christopher Morahan (1968)
- La legge, režie Jules Dassin (1968)
- I girasoli, režie Vittorio De Sica (1969)

### Od roku 1970 do roku 1979
- Scipione detto anche l'africano, režie Luigi Magni (1970)
- Leone l'ultimo (Leo the last), režie John Boorman (1970)
- Drama žárlivosti (Dramma della gelosia - tutti i particolari in cronaca), režie Ettore Scola (1970)
- Giochi particolari, režie Franco Indovina (1971)
- Permette? Rocco Papaleo, režie Ettore Scola (1971)
- La moglie del prete, režie Dino Risi (1971)
- ...Correva l'anno di grazia 1870, režie Alfredo Giannetti (1971)
- La cagna, režie Marco Ferreri (1972)
- Che?, režie Roman Polański (1972)
- Tempo d'amore, režie Nadine Marquand Trintignant (1972)
- Rappresaglia, režie George Pan Cosmatos (1973)
- Mordi e fuggi, režie Dino Risi (1973)
- La grande abbuffata (Velká žranice), režie Marco Ferreri (1973)
- Allonsanfan, režie Paolo a Vittorio Tavianiové (1974)
- Non toccare la donna bianca, režie Marco Ferreri (1974)
- La pupa del gangster, režie Giorgio Capitani (1974)
- Per le antiche scale, režie Mauro Bolognini (1975)
- Niente di grave: suo marito è incinto, režie Jacques Demy (1975)
- L'idolo della città (Salut l'artiste), režie Yves Robert (1975)
- La donna della domenica, režie Luigi Comencini (1975)
- Todo modo, režie Elio Petri (1975)
- Signore e signori, buonanotte, režie Luigi Comencini, Mario Monicelli, Nanni Loy, Ettore Scola, Luigi Magni (1976)
- Culastrisce nobile veneziano, režie Flavio Mogherini (1976)
- Mogliamante, režie Marco Vicario (1977)
- Zvláštní den, režie Ettore Scola (1977)
- Doppio delitto, režie Steno (1977)
- L'ingorgo - Una storia impossibile di Luigi Comencini (1978)
- Ciao maschio, režie Marco Ferreri (1978)
- Così come sei, režie Alberto Lattuada (1978)
- Fatto di sangue fra due uomini per causa di una vedova, si sospettano moventi politici, režie Lina Wertmüller (1978)
- Giallo napoletano, režie Sergio Corbucci (1979)

### Od roku 1980 do roku 1989
- Město žen (La città delle donne), režie Federico Fellini (1980)
- La terrazza, režie Ettore Scola (1980), s Vittoriem Gassmanem
- Přízrak lásky, režie Dina Risi (1981)
- La pelle, režie Liliana Cavani (1981)
- Oltre la porta, režie Liliana Cavani (1982)
- Il mondo nuovo, režie Ettore Scola (1982)
- Gabriela, režie Bruno Barreto (1982)
- Storia di Piera, režie Marco Ferreri (1983)
- L'armata ritorna, režie Luciano Tovoli (1983)
- Enrico IV, režie Marco Bellocchio (1984)
- Le due vite od Mattii Pascala, režie Mario Monicelli (1985)
- Ginger e Fred, režie Federico Fellini (1985), s Giuliettou Masinovou
- Maccheroni, režie Ettore Scola (1985), s Jackem Lemmonem
- I soliti ignoti vent'anni dopo, režie Amanzio Todini (1985)
- Il volo, režie Theo Angelopulous (1986)
- Oči čornyje, režie Nikita Michalkov (1987)
- Miss Arizona, režie Pál Sándor (1987)
- Intervista, režie Federico Fellini (1987)
- Splendor, režie Ettore Scola (1989)
- Che ora è?, režie Ettore Scola (1989)

### Od roku 1990 do roku 1997
- Cin Cin, režie Gene Saks (1990)
- Stanno tutti bene, režie Giuseppe Tornatore (1990)
- Verso sera, režie Francesca Archibugiová (1990)
- Il ladro di ragazzi (Le voleur d'enfants), režie Christian De Chalonge (1990)
- Sabato, domenica e lunedì, režie Lina Wertmüllerová - televizní film (1990)
- Il passo sospeso della cicogna, režie Theo Angelopulous (1991)
- Di questo non si parla, režie Maria Luisa Bemberg (1992)
- La vedova americana (Used People), režie Beeban Kidron (1992)
- Cukr, káva, limonáda, režie Bertrand Blier (1993)
- Prêt-à-Porter, režie Robert Altman (1994)
- Le cento e una notte (Za mraky), režie Agnès Varda (1995)
- Sostiene Pereira, režie Roberto Faenza (1995)
- Tre vite e una sola morte, režie Raul Ruiz (1996)
- Viaggio al principio del mondo, režie Manoel de Oliveira (1997)